# 大内義長
大内 義長（おおうち よしなが）は、周防・長門両国の戦国大名。周防大内氏の第17代で事実上最後の当主。実兄はキリシタン大名の大友宗麟。

## 生涯

### 出生・大内家の猶子
天文元年（1532年）、豊後大友氏の20代当主・大友義鑑の次男として生まれる。幼名は塩乙丸。
天文12年（1543年）に尼子晴久との戦いで大内軍が敗走する際、大内義隆の養嗣子・晴持が死去。継嗣を失った義隆は天文12年（1544年）、姉婿である義鑑の次男・塩乙丸を猶子とした。元服の際に室町幕府第12代将軍・足利義晴から偏諱を与えられ、晴英（はるひで）と名乗る。
晴英はあくまで養嗣子ではなく猶子であり、これは義隆に将来実子が生まれなかった場合に家督相続人とする含みを持っていたが、大友氏ではこれを歓迎した。しかし、天文14年（1545年）に義隆の実子・義尊が誕生したため、猶子関係を解消され帰国した。この時の義隆の実子誕生と晴英の縁組解消は九州諸大名にかなりの衝撃を与えたとされている。

### 傀儡の当主
その後、義隆の重臣・陶隆房が義隆に対して謀反を企てると、隆房は天文20年（1551年）5月に晴英を大内氏の新当主に迎えることを望んだ。晴英の兄・大友義鎮は、当初から隆房が晴英を傀儡として擁立するだけで、自分の政権が揺ぎないものとなれば廃位されるに違いないと疑い反対したが、晴英自身が大内氏の当主となることを望み「この要請を断り中傷を受けることの方が悔しいので、命は惜しくない」と主張したため、義鎮もこれを認めた。同年9月の謀反（大寧寺の変）で義隆・義尊父子が殺され、大内領内における混乱がひとまず収束した後の天文21年（1552年）3月3日、山口に入って大内家の新当主として擁立された。この時、大内氏の祖先とされる百済の琳聖太子が上陸したと伝えられる周防国の多々良浜に上陸して山口に向かっており、大内氏の故事を踏襲して当主としての正統性を示そうとしたと考えられている。また、隆房も晴英を君主として敬うことを内外に表明するため、晴英から偏諱を拝領し、晴賢と改名した。この時の政治に関しては文書形式も奉書・直書も義隆時代と同様であり、晴英の命令を晴賢が奉じる形になっていた。ただし、偏諱を受ける場合はあくまで当主の諱の下字を受けるものであるが、晴賢の場合は上字を受けており、晴英と晴賢の主従関係が通常とは全く異なる事を意味している。
天文22年（1553年）春、室町幕府13代将軍・足利義藤（のちの義輝）から偏諱を受けて義長（よしなが）と改名し、同年閏1月27日、従五位下左京大夫に叙任された。これは歴代当主にならって大内家当主である事を強調するためであった。
しかし当主になったとはいえ、実質的には晴賢の傀儡であった。天文23年（1554年）3月には、三本松城主の吉見氏討伐のため総大将として出陣するが、全軍の指揮は事実上晴賢が執っている（三本松城の戦い）。
また、弘治2年（1556年）には、勘合貿易の再開を求めて明に使者を派遣したが、明からは正統な大内氏当主としての承認を拒まれている。

### 防長経略と最期

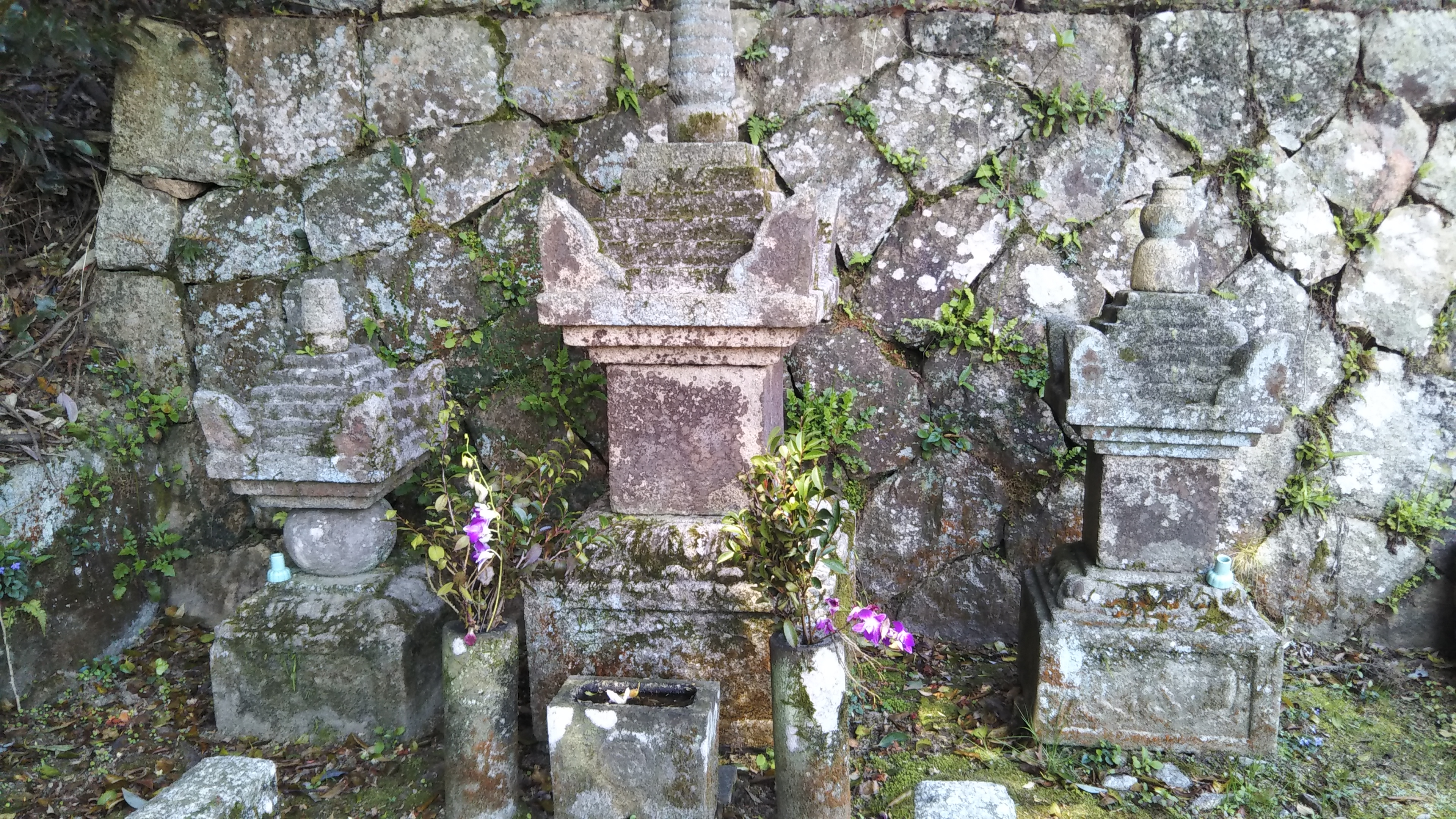
功山寺墓地にある、大内義長の墓といわれる宝篋印塔

弘治元年（1555年）、晴賢が毛利元就との厳島の戦いで敗死すると、大内義興の外孫とはいえ外様出身で、一度解消された経緯のある養子だった義長の求心力は低く、ただでさえ晴賢の謀反やその他の内訌で弱体化していた家臣団は完全に崩壊し、大内家は急速に衰退していく。
義長は兄・義鎮に援軍を求めたが、義鎮は元就との間に大内領分割の密約を結んでいたために応じなかった。また義鎮は大内家の家督に興味を示さず、何ら野心の無い事を元就に約していたという。
こうして後背の安全を得た毛利氏は防長経略で弘治3年（1557年）3月、山口へ侵攻。義長は寡兵をもってよく防戦したが、高嶺城を放棄し重臣・内藤隆世の長門且山城へ敗走した。しかし、すぐに毛利軍の福原貞俊により且山城を包囲され、隆世は義長の助命を条件に開城し、自刃した。義長も長門長福院（現在の功山寺）に入った後に毛利軍に囲まれて自刃を強要され、4月3日に陶鶴寿丸（晴賢の末子とされる）らと共に自害した。享年26。辞世の句は「誘ふとて 何か恨みん 時きては 嵐のほかに 花もこそ散れ」。
義長の死により、西国の名門大内氏は滅亡したが、後に大内輝弘が大友氏の支援を受けて周防に上陸し、大内氏再興を試みている（大内輝弘の乱）。また、早くから分かれた傍流の山口氏が江戸時代に大名として存続した。
義長没後の弘治3年（1557年）5月14日、毛利元就は大友義鎮に対して、大内家復興に関する所存を求めたが、義鎮は大内家の断絶を勧めて復興を拒絶している。
永禄2年（1559年）、将軍・足利義輝が義鎮に対して、九州探題の職と共に大内氏の家督継承を認める御内書を発給している。

## 偏諱を受けた人物
晴英時代（「晴」の字）
- 陶晴賢 - 初名は隆房。

※「晴」の字は第12代将軍・足利義晴から賜ったものであり、これを与えたということから晴賢が義長からかなりの待遇を受けていたことが分かる。
義長時代（「長」の字）
- 飯田長秀 - 陶晴賢の謀反に協調した飯田興秀の嫡男。晴賢滅亡後、義長の実兄・大友義鎮（のちの宗麟）の家臣となってその偏諱を受け「鎮敦」に改名。
- 陶長房 - 晴賢の嫡男。
- 杉長相 - のちの杉元宣。
- 野田長房 - 問田氏一族、野田隆方の子?（右田ヶ岳城を参照）

※第13代将軍・足利義輝から重ねて偏諱を受ける形で「義長」と改名したが、この名は祖父・大友義長と同じ諱である。これが偶然なのか、祖父にあやかって名乗ったのかは不明である。

## 関連作品

### テレビドラマ
- 『毛利元就』（1997年、NHK大河ドラマ、演：三井智宏）
- 『大友宗麟〜心の王国を求めて』（2004年、NHK、演：坂上忍）